# Arthur Evans (homme politique)
Henry Arthur Evans (24 septembre 1898 - 25 septembre 1958), connu sous le nom d'Arthur Evans, est un homme politique britannique.

## Biographie
Il se présente l'élection du conseil du comté de Londres de 1922 en tant que candidat progressiste pour Lewisham West mais échoue.
Il est député Parti national libéral pour Leicester Est 1922-1923, où il est le benjamin de la Chambre, et député conservateur de Cardiff Sud de 1924 à 1929 et de 1931 à 1945. Aux élections générales de 1945, il est battu par le futur Premier ministre travailliste James Callaghan.